# Царевець (фортеця)
Царевець (болг. Царевец) — середньовічна фортеця на однойменній горі, в межах міста Велико-Тирново (Болгарія), за 85 кілометрів на схід від столиці країни — Софії. Входить до переліку 100 туристичних об'єктів Болгарії під № 11.

## Історія

План-схема середньовічного Велико-Тирново

Споруджена в другій половині XII століття, а перша згадка датується 1190 роком. Однак перші укріплення в цих місцях з'явилися за часів Східної Римської імперії (V ст.), відомі як Царевец та Трапезіца. Під час Великого переселення народів, слов'яни вторглися на Балканський півострів, і зруйнували багато візантійських фортець на території сучасної Болгарії, в тому числі і Царевець, який був зруйнований на початку VII століття слов'янами.
Нова фортеця була збудована болгарами в часи Другого Болгарського Царства (1185–1393 рр.), коли місто Велико-Тирново стало його столицею. Зручність розміщення даної фортеці, а також її неприступність через низку фізико-географічних факторів (строкатий рельєф, скелястість гір, оповитість річкою та вали) зробили Царевець однією з найбільш неприступних твердинь середньовічної Болгарії.
В 1393 році турки-сельджуки понад три місяці тримали фортецю Царевець в облозі, після чого вона змушена була капітулювати. Тоді ж оборонні споруди були цілеспрямовано знищені, аби більше ніколи Царевець не чинив спротиву турецькій навалі.

## Сучасний стан

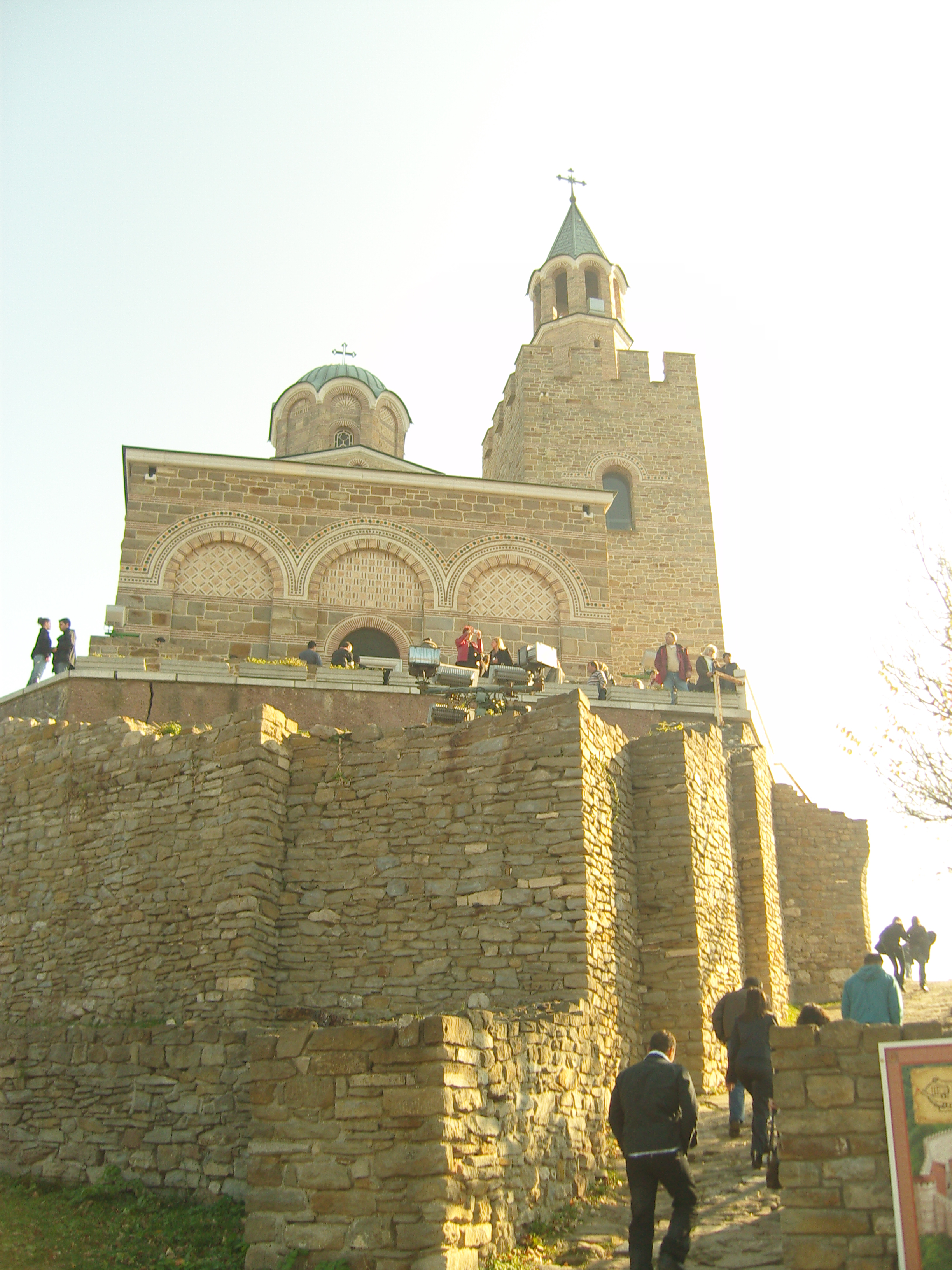
Патріарша церква (XIII ст).

Сьогодні фортеця збереглася на 75 %, і вважається однією з найкраще збережених середньовічних фортець Болгарії.
Навколо фортеці знаходиться русло річки Янтра, яка завжди посилювала неприступність фортеці під час її оточення. Збереглися царські палати, Палац партріарха Болгарської церкви разом з Патріаршою церквою та товсті оборонні стіни (вони зведені в XII-XIII століттях на місці старих візантійських укріплень).
Реставрація напівзруйнованої фортеці тривала майже півстоліття (1930–1981), і завершилася до святкових заходів з нагоди відзначення 1300-ліття Болгарської держави.
Фортеця Царевець сьогодні вважається головною туристичною принадою Велико-Тирново, і місцем головних святкових заходів цього міста.